# بیورن فرم
بیورن فرم (انگلیسی: Björn Ferm؛ زادهٔ ۱۰ اوت ۱۹۴۴) ورزشکار پنج‌گانه مدرن اهل سوئد بود.
وی در مسابقات کشوری و بین‌المللی در مجموع برندهٔ ۱ مدال طلا، ۱ مدال نقره، ۲ مدال برنز شده‌است.